# Ramaria incognita
Ramaria incognita är en svampart som beskrevs av R.H. Petersen 1981. Ramaria incognita ingår i släktet Ramaria och familjen Gomphaceae.   Inga underarter finns listade i Catalogue of Life.